# کریستو ساگه
کریستو ساگه (استونیایی: Kristo Saage؛ زادهٔ ۲ فوریهٔ ۱۹۸۵) بازیکن بسکتبال اهل استونی است.
از باشگاه‌هایی که در آن بازی کرده‌است می‌توان به باشگاه بسکتبال راکوره تارواس اشاره کرد.